# Communauté de communes des Deux Vallées (Oise)
Pour les articles homonymes, voir Communauté de communes des Deux Vallées.
La communauté de communes des Deux Vallées (CC2V) est une communauté de communes française, située au nord-est du département de l'Oise. 

## Toponymie
Sa dénomination précise sa localisation au confluent des vallées de l'Oise et du Matz.

## Historique
L'intercommunalité a été créée par un arrêté préfectoral du 21 décembre 1995. Ribécourt-Dreslincourt la rejoint le 1er octobre 2001.

## Territoire communautaire

### Géographie
Cette communauté est constituée majoritairement des communes du canton de Ribécourt-Dreslincourt. Dans la vallée de l'Oise, elle se trouve entre la communauté de communes du Pays Noyonnais (Noyon au nord) et de l'agglomération de la région de Compiègne (Compiègne au sud).

### Composition
La communauté de communes est composée des 16 communes suivantes :

| Nom                     | Code Insee | Gentilé                         | Superficie (km2) | Population (dernière pop. légale) | Densité (hab./km2) |
| ----------------------- | ---------- | ------------------------------- | ---------------- | --------------------------------- | ------------------ |
| Thourotte (siège)       | 60636      | Thourottois                     | 4,38             | 4 460 (2022)                      | 1 018              |
| Bailly                  | 60043      | Baillacois                      | 4,26             | 605 (2022)                        | 142                |
| Cambronne-lès-Ribécourt | 60119      |                                 | 6,93             | 1 875 (2022)                      | 271                |
| Chevincourt             | 60147      | Chevincourtois                  | 8,12             | 782 (2022)                        | 96                 |
| Chiry-Ourscamp          | 60150      | Caouens                         | 13,25            | 1 109 (2022)                      | 84                 |
| Longueil-Annel          | 60368      | Longueillois                    | 5,94             | 2 595 (2022)                      | 437                |
| Machemont               | 60373      | Machemontois                    | 6,33             | 808 (2022)                        | 128                |
| Marest-sur-Matz         | 60378      | Marestois                       | 3,25             | 377 (2022)                        | 116                |
| Mélicocq                | 60392      | Mélicocquois                    | 6,57             | 791 (2022)                        | 120                |
| Montmacq                | 60423      | Montmacquois                    | 7,25             | 1 159 (2022)                      | 160                |
| Pimprez                 | 60492      | Pimpreziens                     | 9,49             | 851 (2022)                        | 90                 |
| Le Plessis-Brion        | 60501      | Plessis-Brionnais               | 7,47             | 1 307 (2022)                      | 175                |
| Ribécourt-Dreslincourt  | 60537      | Ribécourtois et Dreslincourtois | 12,98            | 3 809 (2022)                      | 293                |
| Saint-Léger-aux-Bois    | 60582      |                                 | 8,3              | 743 (2022)                        | 90                 |
| Tracy-le-Val            | 60642      | Traçotains                      | 4,69             | 1 041 (2022)                      | 222                |
| Vandélicourt            | 60654      | Vandélicourtois                 | 4,67             | 257 (2022)                        | 55                 |

### Démographie
| 1968   | 1975   | 1982   | 1990   | 1999   | 2009   | 2014   |
| ------ | ------ | ------ | ------ | ------ | ------ | ------ |
| 16 090 | 18 924 | 21 046 | 22 383 | 23 095 | 22 851 | 22 885 |

## Administration

### Siège
Le siège de l'intercommunalité est à Thourotte,  9 rue du Maréchal Juin.

### Élus
La communauté de communes est administrée par son conseil communautaire, composé pour la mandature 2020-2026 de 32 conseillers municipaux représentant chacune des  communes membres, et répartis en fonction de leur population de la manière suivante :

- 7 délégués pour Thourotte ;

- 5 délégués pour Ribécourt-Dreslincourt ;

- 4 délégués pour Longueil-Annel ;

- 3 délégués pour Cambronne-lès-Ribécourt ;

- 2 délégués pour Le Plessis-Brion ;

- 1 délégué ou son suppléant pour les autres communes.
Au terme des élections municipales de 2020 dans l'Oise, le nouveau conseil communautaire a réélu son président, Patrice Carvalho, maire PCF de  Thourotte, ainsi que ses vice-présidents, qui sont : 
1. Jean Guy Létoffé, maire de Ribécourt-Dreslincourt :
2. Jackie Tassin, premier maire-adjoint de Longueil-Annel ;
3. M. Dominique Pastot, maire de Machemont ;
4. Sandrine Baconnais, maire de Vandélicourt ;
5. Valérie Vanpevenage,  maire de Mélicocq ;
6. Emmanuel Van Roekeghem, élu de Bailly.

Ensemble, ils forment le bureau de l'intercommunalité pour la mandature 2020-2026.

### Liste des présidents
| Période                                  | Période                        | Identité         | Étiquette | Qualité |
| ---------------------------------------- | ------------------------------ | ---------------- | --------- | --- |
| Les données manquantes sont à compléter. |                                |                  |           | |
| 1996                                     | En cours (au 10 novembre 2020) | Patrice Carvalho | PCF       | Auditeur responsable en environnement, en hygiène industrielle et en sécurité Maire de Thourotte (1989 →) Député (1997 → 2002 et 2012 → 2017) Conseiller général de Ribécourt-Dreslincourt (1992 → 2012) Réélu pour le mandat 2020-2026, |

### Compétences
L'intercommunalité exerce les compétences qui lui ont été transférées par les communes membres. Il s'agit de :
- Développement économique et aménagement de l'espace ;
- Affaires culturelles, associatives et sportives ;
- Développement social ;
- Voirie ;
- Protection et mise en valeur de l'environnement ;
- Habitat, cadre de vie et politiques contractuelles ;
- Tourisme.

### Régime fiscal et budget
La communauté de communes est un établissement public de coopération intercommunale à fiscalité propre.
Afin de financer l'exercice de ses compétences, la communauté de communes perçoit une fiscalité additionnelle aux impôts locaux des communes, sans fiscalité professionnelle de zone (FPZ ) et sans fiscalité professionnelle sur les éoliennes (FPE).
Elle ne verse pas de dotation de solidarité communautaire (DSC) à ses communes membres.

### Effectifs
Pour l'exercice de ses compétences, l'intercommunalité emploie 42 agents en 2015.

### Organismes de coopération
La communauté de communes des Deux Vallées est membre, avec les communautés de communes des Pays Noyonnais et du Pays des Sources, du pays de Sources et Vallées, créé en 2007, qui intervient principalement sur la stratégie locale de développement, avec la protection du patrimoine environnemental (et en particulier de la ressource en eau), la diffusion d'une politique énergétique efficiente et le développement de l'activité touristique.

## Projets et réalisations
Conformément aux dispositions légales, une communauté de communes a pour objet d'associer des « communes au sein d'un espace de solidarité, en vue de l'élaboration d'un projet commun de développement et d'aménagement de l'espace ».
Environnement
La communauté réalise en 2018 un atlas de la biodiversité.
Elle s'oppose au projet de plan de prévention des risques contre les inondations, qui compromettrait le développement économique du terraitoire et contraindrait des habitants à réaliser des travaux de prévention

### Sites externes
- Site officiel
- « Intercommunalité-Métropole de CC des Deux Vallées (246000772) »(Archive.org • Wikiwix • Archive.is • Google • Que faire ?), Séries historiques sur la population et le logement en 2014, INSEE - RGP 2014, 29 juin 2017 (consulté le 15 mars 2018).
- « Intercommunalité-Métropole de CC des Deux Vallées (246000772) », Dossier complet, 29 juin 2017 (consulté le 15 mars 2018).